# تل امامزاده شاه غیب
تل امامزاده شاه غیب مربوط به دوران‌های تاریخی پس از اسلام است و در شهرستان مرودشت، بخش مرکزی، روستای قاسم‌آباد واقع شده و این اثر در تاریخ ۱۲ بهمن ۱۳۸۱ با شمارهٔ ثبت ۷۳۲۲ به‌عنوان یکی از آثار ملی ایران به ثبت رسیده است.